# Munagapaka
Munagapaka là một mandal thuộc huyện Visakhapatnam, bang Andhra Pradesh.